# Catégorie des modules
En mathématiques, la catégorie des modules sur un monoïde R est une construction qui rend compte abstraitement des propriétés observées dans l'étude des modules sur un anneau, en les généralisant. L'étude de catégories de modules apparaît naturellement en théorie des représentations et en géométrie algébrique.
Puisqu'un R-module est un espace vectoriel lorsque R est un corps commutatif, on peut dans un tel cas identifier la catégorie des modules sur R à la catégorie des espaces vectoriels (en) sur le corps R. D'autre part, tout groupe abélien a une structure naturelle de {\displaystyle \mathbb {Z} }-module, ce qui permet d'identifier la catégorie des modules sur {\displaystyle \mathbb {Z} } à la catégorie des groupes abéliens.

## Définition
Soit C une catégorie monoïdale et R un monoïde de C. La catégorie des modules sur R, notée R-Mod, est la catégorie définie ainsi :
- Les objets sont les R-modules[1] dans C, c'est-à-dire les couples (A, M) avec A un anneau commutatif et M un A-module ;
- Les morphismes sont les homomorphismes de modules, c'est-à-dire les couples (ϕ, μ) constitués d'un morphisme d'anneaux ϕ : A → B et d'un morphisme de A-modules {\displaystyle \mu :M\to A\otimes _{\phi }M}. La composition est la composition usuelle de fonctions, et l'identité est la fonction identité.

On peut munir les hom-set de R-Mod d'une structure de groupe abélien. En effet, si M, N sont deux objets, et si {\displaystyle f_{1},f_{2}\in \mathrm {Hom} _{R{\text{-}}\mathrm {Mod} }(M,N)}, on peut définir
{\displaystyle (f_{1}+f_{2}):m\mapsto f_{1}(m)+f_{2}(m)}
et la composition de morphismes est donnée par le produit tensoriel issu de la catégorie Ab des groupes abéliens :
{\displaystyle \mathrm {Hom} _{R{\text{-}}\mathrm {Mod} }(A,B)\otimes \mathrm {Hom} _{R{\text{-}}\mathrm {Mod} }(B,C)\to \mathrm {Hom} _{R{\text{-}}\mathrm {Mod} }(A,C)}
ce qui en fait une catégorie Ab-enrichie (donc préadditive). En étendant cette structure à celle d'un R-module, le produit tensoriel de modules permet de doter R-Mod d'une structure de catégorie monoïdale, avec R pour unité. Elle possède en outre un foncteur Hom interne donné par ce produit tensoriel, qui en fait une catégorie monoïdale fermée.

## Propriétés de la catégorie des modules

### Propriétés catégoriques
- La catégorie R-Mod est préadditive (en), additive et abélienne ;
- La catégorie R-Mod est monoïdale fermée ;
- R-Mod admet tous les produits et coproduits ;
- R-Mod admet tous les noyaux et conoyaux ;
- R-Mod est une catégorie de Grothendieck (en) ;
- R-Mod est une bifibration sur R, donnée par le foncteur de projection canonique {\displaystyle R{\text{-}}\mathrm {Mod} \to \mathrm {CRing} } ;

### Objets
- L'objet initial, final et zéro[2] de R-Mod est le R-module trivial {\displaystyle \{0\}} ;

### Morphismes
- Les monomorphismes sont les morphismes injectifs. De plus, tout monomorphisme est le noyau de son conoyau ;
- Les épimorphismes sont les morphismes surjectifs. De plus, tout épimorphisme est le conoyau de son noyau ;

### Limites
- Le produit est le produit direct de modules ;
- Le coproduit est la somme directe de modules.